# Mecysmauchenius
Genre
Mecysmauchenius est un genre d'araignées aranéomorphes de la famille des Mecysmaucheniidae.

## Distribution
Les espèces de ce genre se rencontrent en Argentine, au Chili et aux îles Malouines.

## Liste des espèces
Selon World Spider Catalog (version 15.5, 7/11/2014) :
- Mecysmauchenius canan Forster & Platnick, 1984
- Mecysmauchenius chacamo Forster & Platnick, 1984
- Mecysmauchenius chapo Forster & Platnick, 1984
- Mecysmauchenius chepu Forster & Platnick, 1984
- Mecysmauchenius chincay Forster & Platnick, 1984
- Mecysmauchenius eden Forster & Platnick, 1984
- Mecysmauchenius fernandez Forster & Platnick, 1984
- Mecysmauchenius gertschi Zapfe, 1960
- Mecysmauchenius newtoni Forster & Platnick, 1984
- Mecysmauchenius osorno Forster & Platnick, 1984
- Mecysmauchenius platnicki Grismado & Ramírez, 2005
- Mecysmauchenius puyehue Forster & Platnick, 1984
- Mecysmauchenius segmentatus Simon, 1884
- Mecysmauchenius termas Forster & Platnick, 1984
- Mecysmauchenius thayerae Forster & Platnick, 1984
- Mecysmauchenius victoria Forster & Platnick, 1984
- Mecysmauchenius villarrica Forster & Platnick, 1984

## Publication originale
- Simon, 1884 : Note complémentaire sur la famille des Archaeidae. Annali del Museo Civico di Storia Naturale di Genova, vol. 20, p. 373-380 (texte intégral).